# Sacerdos de Limoges
Pour les articles homonymes, voir Sacerdos et Limoges (homonymie).
Saint Sacerdos de Limoges, ou Sacerdos de Calviac, (670 - vers 720) est un évêque de Limoges et saint français, célébré le 5 mai.
Selon la relation de sa vie écrite à la fin du XIe siècle, il serait né à Calviac, près de Sarlat et devient moine. C'est le fondateur et l'abbé de l'abbaye de Calabre à Calviac. Il devient ensuite évêque de Limoges de 711 à 716.
Pressentant sa fin proche et voulant mourir dans son village natal, il entreprend le voyage du retour et meurt en cours de route. Il est enterré dans l'abbaye de Calabre en 720. Ses restes sont transférés dans la cathédrale Saint-Sacerdos de Sarlat au Xe siècle.
Sa mère serait sainte Mondane.
Outre la cathédrale de Sarlat, l'église de Salles-de-Belvès lui est dédiée.
La ville espagnole de Sigüenza indique également qu'il aurait été l'un de ses évêques.